# كولونيال (فيرجينيا)
كولونيال (بالإنجليزية: Colonial Beach, Virginia)‏ هي بلدة أمريكية تقع في الولايات المتحدة في مقاطعة ويستمورلاند (فيرجينيا). يقدر عدد سكانها بـ 3,542 نسمة ومساحتها 7.4 كم2 وترتفع عن سطح البحر 36 متر.

## التركيبة السكانية
حدّد مكتب تعداد الولايات المتحدة بيانات التركيبة السكانية لكولونيال في تعداد الولايات المتحدة. في ما يلي، التركيبة السكانية حسب تعدادي 2000 و2010.

### تعداد عام 2000
بلغ عدد سكان كولونيال 3,228 نسمة بحسب تعداد عام 2000، وبلغ عدد الأسر 1,437 أسرة وعدد العائلات 863 عائلة مقيمة في البلدة. في حين سجلت الكثافة السكانية 447.7 نسمة لكل كيلومتر مربع (1,159.5/ميل2). وبلغ عدد الوحدات السكنية 2,030 وحدة بمتوسط كثافة قدره 281.6 لكل كيلومتر مربع (729.3/ميل2).
وتوزع التركيب العرقي للبلدة بنسبة 79.21% من البيض و16.95% من الأمريكيين الأفارقة و0.09% من الأمريكيين الأصليين و0.62% من الأمريكيين ذوي الأصول الآسيوية و1.64% من الأعراق الأخرى و1.49% من عرقين مختلطين أو أكثر و3.38% من الهسبانيون أو اللاتينيون من أي عرق.
بلغ عدد الأسر 1,437 أسرة كانت نسبة 27.3% منها لديها أطفال تحت سن الثامنة عشر تعيش معهم، وبلغت نسبة الأزواج القاطنين مع بعضهم البعض 40.9% من أصل المجموع الكلي للأسر، ونسبة 15.3% من الأسر كان لديها معيلات من الإناث دون وجود شريك،  بينما كانت نسبة 3.8% من الأسر لديها معيلون من الذكور دون وجود شريكة وكانت نسبة 39.9% من غير العائلات. تألفت نسبة 34.9% من أصل جميع الأسر من عدة أفراد يعيشون في نفس المنزل ونسبة 18.2% كانت تتألف من شخص يعيش بمفرده يبلغ من العمر 65 عاماً أو أكثر. وبلغ متوسط حجم الأسرة المعيشية 2.20، أما متوسط حجم العائلات فبلغ 2.77.
بلغ العمر الوسطي للسكان 43.8 عاماً. وكانت نسبة 22% من القاطنين تحت سن الثامنة عشر، وكانت نسبة 6.3% بين الثامنة عشر والرابعة والعشرين عاماً، ونسبة 23.1% كانت واقعةً في الفئة العمرية ما بين الخامسة والعشرين والرابعة والأربعين عاماً، ونسبة 25.8% كانت ما بين الخامسة والأربعين والرابعة والستين، ونسبة 20.9% كانت ضمن فئة الخامسة والستين عاماً فما فوق. يوجد لكل 100 أنثى 82.8 ذكر، ويوجد لكل 100 أنثى في الثامنة عشر من عمرها فما فوق 77.7 ذكر.
بلغ متوسط دخل الأسرة في البلدة 31,711 دولارًا، أما متوسط دخل العائلة فبلغ 38,080 دولارًا. وكان متوسط دخل الذكور 30,000 دولارًا مقابل 19,535 دولارًا للإناث. وسجل دخل الفرد الخاص بالبلدة 19,991 دولارًا. وكانت نسبة 23% من العائلات ونسبة 25.4% من السكان تحت خط الفقر، وكان من هؤلاء نسبة 46.3% تحت سن الثامنة عشر ونسبة 16.6% في الخامسة والستين من العمر وما فوق.

### تعداد عام 2010
بلغ عدد سكان كولونيال 3,542 نسمة بحسب تعداد عام 2010، وبلغ عدد الأسر 1,588 أسرة وعدد العائلات 940 عائلة مقيمة في البلدة. في حين سجلت الكثافة السكانية 491.3 نسمة لكل كيلومتر مربع (1,272.5/ميل2). وبلغ عدد الوحدات السكنية 2,382 وحدة بمتوسط كثافة قدره 330.4 لكل كيلومتر مربع (855.7/ميل2).
وتوزع التركيب العرقي للبلدة بنسبة 78.01% من البيض و16.71% من الأمريكيين الأفارقة و0.48% من الأمريكيين الأصليين و0.93% من الأمريكيين ذوي الأصول الآسيوية و0.06% من سكان جزر المحيط الهادئ و0.90% من الأعراق الأخرى و2.91% من عرقين مختلطين أو أكثر و2.54% من الهسبانيون أو اللاتينيون من أي عرق.
بلغ عدد الأسر 1,588 أسرة كانت نسبة 24.4% منها لديها أطفال تحت سن الثامنة عشر تعيش معهم، وبلغت نسبة الأزواج القاطنين مع بعضهم البعض 39.5% من أصل المجموع الكلي للأسر، ونسبة 15.2% من الأسر كان لديها معيلات من الإناث دون وجود شريك،  بينما كانت نسبة 4.4% من الأسر لديها معيلون من الذكور دون وجود شريكة وكانت نسبة 40.8% من غير العائلات. تألفت نسبة 35.1% من أصل جميع الأسر من عدة أفراد يعيشون في نفس المنزل ونسبة 15.5% كانت تتألف من شخص يعيش بمفرده يبلغ من العمر 65 عاماً أو أكثر. وبلغ متوسط حجم الأسرة المعيشية 2.20، أما متوسط حجم العائلات فبلغ 2.83.
بلغ العمر الوسطي للسكان 46.8 عاماً. وكانت نسبة 20.2% من القاطنين تحت سن الثامنة عشر، وكانت نسبة 6.7% بين الثامنة عشر والرابعة والعشرين عاماً، ونسبة 20.6% كانت واقعةً في الفئة العمرية ما بين الخامسة والعشرين والرابعة والأربعين عاماً، ونسبة 31.5% كانت ما بين الخامسة والأربعين والرابعة والستين، ونسبة 21% كانت ضمن فئة الخامسة والستين عاماً فما فوق. وتوزع التركيب الجنسي للسكان بنسبة 47.1% ذكور و52.9% إناث.